# Paheli
Paheli (Devanagari: पहेली, Nastaliq: پہیلی, italiano: Enigma) è un film indiano del 2005 diretto da Amol Palekar. Il film è stato distribuito in India il 24 giugno 2005 ed è prodotto da Gauri Khan, Sanjiv Chawla e Shahrukh Khan, che è anche il protagonista maschile. Paheli è basato su un racconto breve scritto da Vijayadan Detha, e racconta la storia di una moglie (Rani Mukerji), abbandonata dal marito (Shahrukh Khan) e visitata da un fantasma, che è innamorato di lei e prende il posto di suo marito assumendone le fattezze.
Il film ha aperto il nono Zimbabwe International Film Festival presso il Libertie Cinema Complex di Harare.

## Trama
La storia è ambientata in un passato fiabesco ed è narrata da una coppia di antiche marionette che compaiono di tanto in tanto, come se si trattasse di un teatrino di piazza.
La bellissima Lachchi è felice e piena di sogni: è il giorno in cui andrà in sposa a Kishanlal, il figlio di un ricco mercante di un villaggio lontano.
Durante il lungo viaggio per raggiungere il suo palazzo, il corteo nuziale fa una sosta presso un antico luogo sacro che la leggenda vuole abitato da numerosi spiriti. 
Qui uno spirito, che può assumere qualsiasi forma corporea a proprio piacimento, nota la splendida sposa e se ne innamora.
Una cocente delusione attende Lachchi la prima notte di nozze: Kishanlal la ignora, intenzionato a non consumare il matrimonio e completamente assorbito da alcuni conti che deve sistemare entro l’indomani poiché, le rivela, partirà la mattina presto per un viaggio d’affari che lo terrà lontano da casa per ben 5 anni, aspettandosi che la moglie si accontenti di vivere nell’agio e prendersi cura dei suoceri. 
L’uomo infatti è totalmente dedito al lavoro e al denaro, e molto devoto all’avido padre, secondo il quale proprio quello sarà un giorno astrologicamente propizio per gli affari come non se ne vedranno altri per moltissimo tempo. 
Quando Kishan durante il suo viaggio passa nuovamente per il caravanserraglio, lo spirito che si era innamorato di sua moglie lo riconosce, apprende l’accaduto chiacchierando con lui sotto forma di un altro avventore e decide di approfittare della situazione: assume le sembianze di Kishan e va a casa sua, dove si spaccerà per lui con tutti, tranne che con la moglie.
Con il padre si giustifica raccontando di aver incontrato un mistico saggio, di averlo aiutato e di aver ricevuto in dono una benedizione che gli procurerà magicamente ogni mattina 5 monete d’oro (che farà apparire grazie ai propri poteri), prospettiva di fronte alla quale il padre non fa obiezioni a che il figlio annulli la lunga trasferta d’affari. 
Lachchi lo abbraccia felice perché crede che il marito sia tornato, ma lo spirito non vuole ingannarla, e oltre a confessarle il suo amore le rivela subito la propria vera identità, lasciandole la possibilità di scegliere se accettarlo o meno.
Colpita perché mai nessuno le aveva chiesto cosa lei volesse davvero, è combattuta tra restare fedele al marito che l’ha umiliata e abbandonata, o vivere l’amore che tanto desidera con questa versione ideale di lui, adorante, passionale e sicuro di sé. Dopo qualche momento di titubanza si decide per la seconda alternativa, e i due fanno l’amore. 
Passano alcuni mesi: la relazione tra Lachchi e lo spirito è idilliaca, e lui è socievole e affettuoso, più del vero Kishan, anche con il resto della sua numerosa famiglia. 
La situazione si complica quando arriva un messaggero con una lettera da parte di Kishan, e resta ovviamente assai sorpreso di trovare proprio lui a riceverla a casa. Lo spirito lo congeda sbrigativamente e fa sparire la lettera, ma il messaggero, tornato dal vero Kishan, il quale asserisce ovviamente di non essersi mai mosso di lì, gli riferisce di aver trovato a casa sua un impostore. Kishan però non gli crede, lo accusa di essere un ubriacone e di aver inventato tutto solo per giustificare il fatto di non essere realmente arrivato al suo palazzo. 
In seguito il messaggero, offeso per essere stato insultato pubblicamente, rifiuterà di recapitare altre lettere per conto di Kishan. 
Passano due anni, durante i quali lo spirito restaura la reputazione della famiglia, macchiata agli occhi della comunità dalla pesante sconfitta in una corsa di cammelli che aveva disonorato uno zio al punto da farlo fuggire abbandonando la moglie e il figlio: utilizzando i suoi poteri magici, confonde gli altri cammelli portando alla vittoria quello della propria famiglia. La notizia della vittoria indurrà lo zio a fare felice ritorno a casa.
Inoltre lo spirito riesce a convincere gli altri uomini della famiglia, avidi e classisti, a finanziare la costruzione di un pozzo a beneficio di tutto il villaggio.
La gioia è grande in casa quando Lachchi scopre di essere incinta. Lo spirito, al settimo cielo, le dice che un uomo può essere completo solo con la sua donna. Lei, completamente immersa nella cultura patriarcale cui appartiene, replica che un vero essere umano non direbbe mai così, e sospira temendo che il loro amore sarà un giorno infranto, ma lo spirito la rassicura che ciò non accadrà mai. I due scelgono un nome per la bambina, ma in seguito cambiano idea e ne scelgono un altro: Lunima, un nome che ha a che fare con la sorgente d’acqua che lo spirito ha portato al villaggio. 
Nel frattempo il vero Kishan sente la mancanza della famiglia e della moglie, si pente di averla trattata con freddezza e sufficienza, non capisce perché non sia mai giunta risposta alla sua prima lettera e decide di fare visita a casa.
Arriva proprio mentre Lachchi sta dando alla luce, in anticipo, la sua bambina. Il parto si rivela difficile e si teme il peggio, ma alla fine sia la mamma che la piccola ce la fanno.
Il vero Kishan si commuove rivedendo i suoi cari ed è costernato dal rifiuto che incontra da parte loro: tutti infatti credono allo spirito, e accusano lui di essere un impostore che punta alle ricchezze della famiglia.
Nonostante il patriarca tenti di mantenere la questione privata, la voce dell’arrivo di un uomo identico a Kishan che ha portato scompiglio a tutta la comunità si diffonde, e tutti i capifamiglia del villaggio intervengono. Si decide che la spinosa questione andrà sottoposta al re, e gli uomini si mettono in cammino immediatamente. La richiesta dello spirito di poter vedere almeno una volta sua figlia prima di partire viene derisa.
Durante il cammino il vero Kishan interroga quello falso, supplicandolo di rivelargli la sua vera identità: questi risponde di essere l’amore stesso, l’amore che risiede nel cuore di una donna. Poiché i due si amano e lei ha scelto lui in piena libertà, ciò dovrebbe contare più di quanto stabilito dalla legge o dalla società.
Il drappello di uomini si imbatte in un anziano pastore, che insiste per conoscere la questione che vorrebbero sottoporre al re. Sentito come stanno le cose, propone ai due Kishan una serie di prove che decreteranno chi sia quello vero: dapprima propone loro tenere in mano un carbone ardente senza bruciarsi, poi di radunare tutto il suo gregge nel tempo di sette battiti delle sue mani. Lo spirito potrebbe superare facilmente le prove con i suoi poteri, ma le rifiuta, memore della promessa fatta a Lachchi di non mostrarsi per ciò che è davanti ad altri umani, che lo perseguiterebbero per questo. L’uomo invece, pur con fatica, le affronta, ricevendo dal pastore lodi per il suo coraggio. La terza e ultima prova, quella che a suo dire decreterà definitivamente chi dei due ama davvero Lachchi, consiste nell’entrare nel suo otre. Mentre l’uomo rimane spiazzato e impotente di fronte all’assurda richiesta, lo spirito decide di infrangere la promessa fatta alla moglie, e usando i suoi poteri entra nell’otre: cade così nella trappola del pastore, che lascia poi intendere al padre di Kishan e agli altri uomini di essere in realtà il re stesso in incognito. 
L’otre dove è ora imprigionato lo spirito viene consegnato a Kishan, che lo lancia nel deserto con un grido e fa ritorno a casa tra le scuse del padre. 
Nel frattempo Lachchi, nonostante il pieno appoggio di tutte le donne della famiglia, che la credono vittima dello stesso inganno in cui sono caduti perfino i genitori di Kishan, si abbandona ad uno stato di profondo sconforto, nel quale riesce soltanto a occuparsi della sua bambina. Cullandola, le promette che le darà una vita in cui sia libera di fare le sue scelte. 
Apprestandosi alla sua terza “prima notte di nozze”, Lachchi rivela a Kishan di non essere stata ingannata dallo spirito, ma di averlo scelto liberamente e di averlo amato e rispettato così tanto, che ora le sarà difficile se non impossibile ricominciare con lui. 
A questo punto lui le rivela di essere in realtà lo spirito, che ha posseduto il corpo di Kishan per restare con lei per sempre, e come prova di ciò dimostra di conoscere il secondo nome della loro bambina. Così conclude la rassicurante voce narrante, ma il finale resta in parte aperto in quanto potrebbe anche trattarsi di Kishan che sta ingannando Lachchi.

## Accoglienza
Il film non ha ottenuto particolari riscontri ai box office indiani, ottenendo invece un certo successo nel mercato internazionale. Il film ha incassato in totale circa 2 400 000 dollari.